# Van der Waalsova jednadžba stanja
Van der Waalsova jednadžba stanja je jednadžba stanja za fluide, koji se sastoji od čestica koje imaju neki obujam i udvojene privlačne međumolekularne sile (kao što su van der Waalsove sile). Izveo ju je Johannes Diderik van der Waals 1873. i za koju je dobio Nobelovu nagradu za fiziku 1910. Njegova jednadžba je izmijenjena jednadžba stanja idealnog plina i opisuje realne plinove. 

## Jednadžba
Prvi oblik jednadžbe glasi:
{\displaystyle \left(p+{\frac {a'}{v^{2}}}\right)\left(v-b'\right)=kT}
gdje je:
p - tlak fluida
v - specifični obujam, a to je ukupan obujam spremnika, podijeljen s ukupnim brojem čestica
k - Boltzmannova konstanta
T - apsolutna temperatura
a' - mjera za privlačenje čestica
b' - obujam koji zauzimaju čestice
Uvođenjem Avogadrovog broja NA i broja molova n, kojim dobivamo ukupan broj čestica n x NA, jednadžba dobiva drugi, poznatiji oblik:
{\displaystyle \left(p+{\frac {n^{2}a}{V^{2}}}\right)\left(V-nb\right)=nRT}
gdje je: 
p - tlak fluida
V – obujam spremnika u kojem se nalazi fluid
a - mjera za privlačenje čestica {\displaystyle \scriptstyle a=N_{\mathrm {A} }^{2}a'}
b - obujam koji zauzimaju molovi čestica {\displaystyle \scriptstyle \,b=N_{\mathrm {A} }b'}
n - broj molova
R - univerzalna plinska konstanta, {\displaystyle \scriptstyle \,R=N_{\mathrm {A} }k}
T - apsolutna temperatura

### Reducirani oblik
Iako je za van der Waalsovu jednadžbu uobičajeno da se uzimaju konstante a i b, moguće je promijeniti oblik jednadžbe da se može primijeniti za sve fluide. Uvode se podaci za kritičnu točku: pC – kritični tlak, vC – kritični specifični obujam i TC – kritična temperatura. 
{\displaystyle p_{R}={\frac {p}{p_{C}}},\qquad v_{R}={\frac {v}{v_{C}}},\quad {\hbox{i}}\quad T_{R}={\frac {T}{T_{C}}}},
gdje je:
{\displaystyle p_{C}={\frac {a'}{27b'^{2}}},\qquad \displaystyle {v_{C}=3b'},\quad {\hbox{and}}\quad kT_{C}={\frac {8a'}{27b'}}} dokazao Salzman
Tada van der Waalsova jednadžba stanja u novom reduciranom obliku glasi:
{\displaystyle \left(p_{R}+{\frac {3}{v_{R}^{2}}}\right)(v_{R}-1/3)={\frac {8}{3}}T_{R}}

## Van der Waalsove konstante
|                              | a (L2bar/mol2) | b (L/mol) |
| ---------------------------- | -------------- | --------- |
| Octena kiselina              | 17,82          | 0,1068    |
| Octeni anhidrid ((CH3CO)2O)  | 20,16          | 0,1263    |
| Aceton                       | 14,09          | 0,0994    |
| Acetonitril (CH3CN)          | 17,81          | 0,1168    |
| Acetilen                     | 4,448          | 0,05136   |
| Amonijak                     | 4,225          | 0,03707   |
| Argon                        | 1,363          | 0,03219   |
| Benzen                       | 18,24          | 0,1154    |
| Bromobenzen (C6H5Br)         | 28,94          | 0,1539    |
| Butan                        | 14,66          | 0,1226    |
| Ugljikov dioksid             | 3,640          | 0,04267   |
| Ugljikov disulfid (CS2)      | 11,77          | 0,07685   |
| Ugljikov monoksid            | 1,505          | 0,03985   |
| Ugljikov tetraklorid (CCl4)  | 19,7483        | 0,1281    |
| Klor                         | 6,579          | 0,06221   |
| Klorobenzen (C6H5Cl)         | 25,77          | 0,1453    |
| Kloroetan (C2H5Cl)           | 11,05          | 0,08651   |
| Klorometan (CH3Cl)           | 7,570          | 0,06483   |
| Cianogen ((CN)2)             | 7,769          | 0,06901   |
| Cikloheksan (C6H12)          | 23,11          | 0,1424    |
| Dietil eter ((C2H5)2O)       | 17,61          | 0,1344    |
| Dietil sulfid (C4H10S)       | 19,00          | 0,1214    |
| Dimetil eter (CH3OCH3)       | 8,180          | 0,07246   |
| Dimetil sulfid ((CH3)2S)     | 13,04          | 0,09213   |
| Etan                         | 5,562          | 0,06070   |
| Etanetiol (CH3CH2SH)         | 11,39          | 0,08098   |
| Etanol                       | 12,18          | 0,08407   |
| Etil acetat (CH3COOCH2CH3)   | 20,72          | 0,1412    |
| Etilamin (CH3CH2NH2)         | 10,74          | 0,08409   |
| Fluorobenzen (C6H5F)         | 20,19          | 0,1286    |
| Fluorometan (Freon-41)       | 4,692          | 0,05264   |
| Freon R-12 (CFC)             | 10,78          | 0,0998    |
| Germanij tetraklorid (GeCl4) | 22,90          | 0,1485    |
| Helij                        | 0,03457        | 0,0237    |
| Heksan                       | 24,71          | 0,1735    |
| Vodik                        | 0,2476         | 0,02661   |
| Vodikov bromid (HBr)         | 4,510          | 0,04431   |
| Klorovodik                   | 3,716          | 0,04081   |
| Vodikov selenid (H2Se)       | 5,338          | 0,04637   |
| Vodikov sulfid               | 4,490          | 0,04287   |
| Jodobenzen                   | 33,52          | 0,1656    |
| Kripton                      | 2,349          | 0,03978   |
| Živa                         | 8,200          | 0,01696   |
| Metan                        | 2,283          | 0,04278   |
| Metanol                      | 9,649          | 0,06702   |
| Neon                         | 0,2135         | 0,01709   |
| Dušikov monoksid (NO)        | 1,358          | 0,02789   |
| Dušik                        | 1,408          | 0,03913   |
| Dušikov dioksid              | 5,354          | 0,04424   |
| Dušikov oksid (N2O)          | 3,832          | 0,04415   |
| Kisik                        | 1,378          | 0,03183   |
| Pentan                       | 19,26          | 0,146     |
| Fosfin (PH3)                 | 4,692          | 0,05156   |
| Propan                       | 8,779          | 0,08445   |
| Silan (SiH4)                 | 4,377          | 0,05786   |
| Silicij tetrafluorid (SiF4)  | 4,251          | 0,05571   |
| Sumporov dioksid             | 6,803          | 0,05636   |
| Kositar tetraklorid (SnCl4)  | 27,27          | 0,1642    |
| Toluen                       | 24,38          | 0,1463    |
| Voda                         | 5,536          | 0,03049   |
| Ksenon                       | 4,250          | 0,05105   |